# Todd McEwen
Todd McEwen   (1953) és considerat un dels autors còmics més hilarants del panorama literari anglosaxó. Amb Boston. Sonata para violín sin cuerdas, va portar Thoreau a un relat escapçat (el seu antiheroi pateix un dolorós cop al cap que altera la seva percepció de la realitat) i absolutament deliciós. El va editar a Espanya Automática, que posteriorment va publicar Las cinco máquinas simples, un mostrari sexual (i sentimental) que el mateix autor va exposar al festival Primera Persona del CCCB.